# Kenia na Zimowych Igrzyskach Olimpijskich 1998
Kenia na Zimowych Igrzyskach Olimpijskich 1998 – występ reprezentacji Kenii na igrzyskach olimpijskich w Nagano w 1998 roku.
W skład reprezentacji wszedł jeden zawodnik – Philip Boit – który zaprezentował się w jednej konkurencji biegowej, na dystansie 10 km techniką klasyczną. Zajął w rywalizacji ostatnie miejsce w gronie sklasyfikowanych zawodników – 92. – tracąc do zwycięzcy biegu ponad 20 minut. Na mecie biegu na Kenijczyka poczekał mistrz olimpijski Bjørn Dæhlie. Fakt ten jest jednym z często przytaczanych momentów w duchu fair play podczas zimowych igrzysk olimpijskich.
Boit pełnił również rolę chorążego reprezentacji podczas ceremonii otwarcia. Występ w Nagano był debiutem reprezentacji Kenii na zimowych igrzyskach olimpijskich i dziesiątym startem olimpijskim, wliczając w to letnie igrzyska. Kenia stała się w ten sposób szóstym państwem afrykańskim, które wystawiło reprezentację na zimową edycję igrzysk.

## Tło startu

### Występy na poprzednich igrzyskach
Narodowy Komitet Olimpijski Kenii został utworzony w 1955 roku i w tym samym roku uznany przez Międzynarodowy Komitet Olimpijski. Przed igrzyskami w Nagano reprezentanci Kenii dziewięciokrotnie uczestniczyli w igrzyskach olimpijskich, lecz tylko w ich letnich edycjach. Po raz pierwszy Kenia wystawiła reprezentację olimpijską na igrzyska w Melbourne w 1956 roku. Pierwszym kenijskim medalistą olimpijskim został lekkoatleta Wilson Kiprugut, który na igrzyskach w Tokio w 1964 roku zdobył brąz w biegu na 800 m. Łącznie w latach 1964–1996 Kenijczycy zdobyli 47 medali – 14 złotych, 17 srebrnych i 16 brązowych. Najbardziej udanymi igrzyskami pod względem liczby wywalczonych medali były dla nich igrzyska w Seulu w 1988 roku, podczas których zdobyli dziewięć medali – pięć złotych, dwa srebrne i dwa brązowe. 
Start w 1998 roku był debiutem reprezentacji Kenii na zimowych igrzyskach olimpijskich. Występując w Nagano, Kenia została siódmym państwem afrykańskim, które wystawiło reprezentację na zimową edycję igrzysk (wcześniej, w latach 1960–1994, w igrzyskach wzięli udział sportowcy z Algierii, Egiptu, Maroka, Południowej Afryki, Senegalu i Suazi). W Nagano Kenia była jedną z pięciu reprezentacji debiutujących w zimowych igrzyskach olimpijskich (zadebiutowały również Azerbejdżan, Macedonia, Urugwaj i Wenezuela).

### Przygotowania

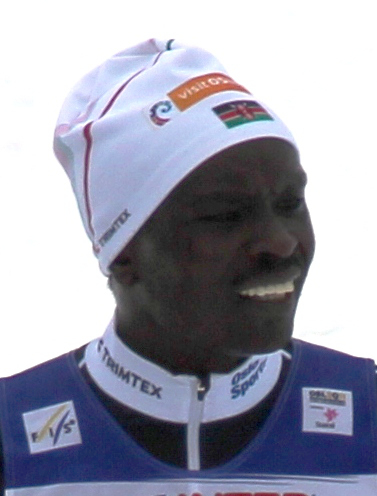
Philip Boit – reprezentant Kenii na igrzyskach w Nagano

Ideę występu reprezentacji Kenii w Nagano zapoczątkował w 1996 roku późniejszy sponsor reprezentacji, amerykańskie przedsiębiorstwo Nike, który szukał w Kenii kandydata do występu w zimowych igrzyskach. Chęć startu wyrazili kenijscy biegacze średniodystansowi – Philip Boit i Henry Bitok – którzy początkowo trenowali na nartorolkach w Kenii. Jeszcze na dwa lata przed igrzyskami nie mieli żadnych doświadczeń z narciarstwem, a nawet nie widzieli na żywo śniegu. Za sprawą swojego sponsora udali się do Finlandii, gdzie odbyli pierwsze treningi na śniegu. Koszty treningu, zakwaterowania i wyposażenia podczas zgrupowania w Finlandii wyniosły ok. 200 000 dolarów.
Po treningu w Finlandii Boit i Bitok starali się wywalczyć kwalifikację olimpijską. Nie zdołali jednak wypełnić żadnego z minimum kwalifikacyjnego, wobec czego Kenia wykorzystała jedynie przyznaną jej kwotę narodową, za sprawą której mogła wystawić jednego biegacza narciarskiego. Wybranym zawodnikiem został Philip Boit, którego wuj Mike Boit był brązowym medalistą olimpijskim w lekkoatletycznym biegu na 800 m podczas letnich igrzysk w Monachium w 1972 roku. Henry Bitok również pojechał na igrzyska do Nagano, pełniąc rolę zawodnika rezerwowego.
Przygotowania Philipa Boita do występu olimpijskiego nie przebiegły bez przeszkód. Tuż przed igrzyskami Boit miał problemy żołądkowe, które wymagały hospitalizacji zawodnika. W wyniku tego okres przygotowawczy Boita skrócił się o dwa tygodnie.
Występ Kenii w Nagano, ze względu na egzotykę tego kraju w sportach zimowych, porównywany był do startu jamajskiej czwórki bobslejowej podczas igrzysk w Calgary w 1988 roku oraz występu na tych samych igrzyskach brytyjskiego skoczka narciarskiego Eddiego Edwardsa.

## Delegacja olimpijska
Delegacja olimpijska Kenii podczas igrzysk w Nagano liczyła sześć osób. Jedynym zawodnikiem, który był jednocześnie uczestnikiem zawodów olimpijskich, był biegacz narciarski Philip Boit, który był wówczas w wieku 26 lat. Szefem kenijskiej misji olimpijskiej był Paul Francis, działacz Narodowego Komitetu Olimpijskiego Kenii.
Reprezentacja Kenii, tak jak wszystkie inne zespoły, wzięła udział w ceremonii otwarcia igrzysk olimpijskich w Nagano, przeprowadzonej 7 lutego 1998 roku na Stadionie Olimpijskim. Podczas parady narodów reprezentacja Kenii weszła na stadion olimpijski jako 37. w kolejności, pomiędzy ekipami z Kazachstanu i Korei Południowej. W roli chorążego reprezentacji wystąpił Philip Boit. W trakcie parady przed chorążymi poszczególnych reprezentacji przechodzili zapaśnicy sumo w towarzystwie dzieci. Sumitą, który szedł przed kenijską delegacją, był Ohinode. 

## Wyniki

### Biegi narciarskie

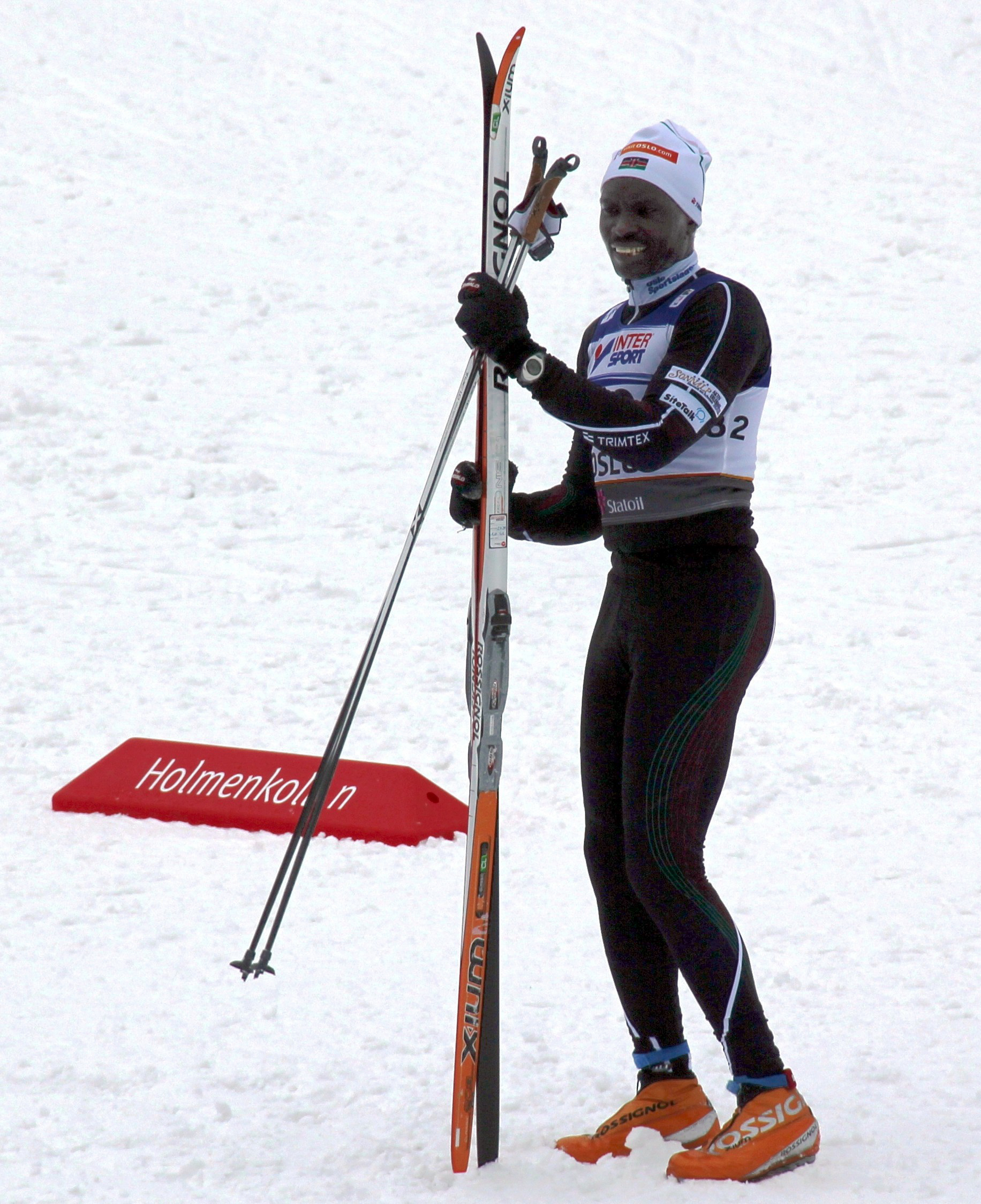
Philip Boit – reprezentant Kenii na igrzyskach w Nagano

Jedyną konkurencją, w której wziął udział reprezentant Kenii, był bieg na 10 km mężczyzn techniką klasyczną. Zawody te zostały przeprowadzone 12 lutego 1998 roku na trasie biegowej w Nozawa Onsen. Do rywalizacji zgłoszonych zostało 98 zawodników startujących w barwach 35 państw, spośród nich zaprezentowało się 97, a bieg ukończyło 92 narciarzy.
Z uwagi na panujące wówczas warunki atmosferyczne śnieg na trasie biegowej był mokry i ciężki, na co Philip Boit nie był przygotowany. W efekcie wielokrotnie wywracał się na trasie, jednak mimo wyczerpania nie zrezygnował z biegu i dotarł do mety. Wystąpił z przedostatnim, 97. numerem na plastronie startowym. Osiągnął czas 47 min 25,5 s i zajął w rywalizacji biegaczy 92. miejsce, ostatnie w gronie sklasyfikowanych zawodników. Do mistrza olimpijskiego, Norwega Bjørna Dæhlie, stracił ponad 20 minut, a do przedostatniego sklasyfikowanego zawodnika, Macedończyka Ǵoko Dineskiego – blisko 7,5 minuty.
Na ostatnim przed metą, 200-metrowym odcinku Boit był dopingowany przez spikera i zgromadzonych na trybunach kibiców. Na mecie na Kenijczyka poczekał zwycięzca zawodów Bjørn Dæhlie, który z tego powodu opóźnił ceremonię kwiatową ze swoim udziałem. Dæhlie pomógł Boitowi zatrzymać się po przekroczeniu linii mety, a następnie uścisnął go i pogratulował mu wytrwałości. Gest ten obiegł cały świat i stał się jednym z często przytaczanych momentów w duchu fair play w historii zimowych igrzysk olimpijskich.
| Konkurencja            | Zawodnik    | Czas    | Strata   | Miejsce |
| ---------------------- | ----------- | ------- | -------- | ------- |
| Bieg na 10 km mężczyzn | Philip Boit | 47:25,5 | +20:01,0 | 92.     |

## Po igrzyskach
Po powrocie do kraju, na lotnisku w Nairobi zawodnika przywitał tłum ludzi. Kibice śpiewali i tańczyli na jego powitanie również po przybyciu zawodnika do rodzinnej miejscowości, Eldoret. Boit dzięki występowi w zimowych igrzyskach zyskał na popularności, stał się rozpoznawalny w swoim kraju i na świecie.
Występ Boita w zimowych igrzyskach wzbudził jednak kontrowersje wśród obserwatorów i komentatorów. Projekt Nike uznano za zabieg marketingowy sprzeczny z ideą olimpijską, krytycy oskarżali sponsora o kpienie sobie z tej dyscypliny sportu (biegów narciarskich) i o wykorzystywanie Kenijczyków, zwłaszcza biorąc pod uwagę fakt, że niedługo po igrzyskach firma wycofała się ze sponsoringu. Pomimo utraty sponsora Boit kontynuował karierę narciarską. Wziął udział w dwóch kolejnych zimowych igrzyskach (w Salt Lake City i Turynie), w czterech mistrzostwach świata w narciarstwie klasycznym (w Ramsau, Sapporo, Libercu i Oslo) i innych zawodach międzynarodowych. Po zakończeniu kariery zawodniczej wciąż był aktywny w działalności sportowej, pełnił m.in. funkcję szefa misji olimpijskiej w kenijskiej delegacji na igrzyska w Pjongczangu w 2018 roku. Do 2018 roku pozostawał wciąż jedynym Kenijczykiem, który wziął udział w zimowych igrzyskach olimpijskich.
Gest Bjørna Dæhlie na mecie biegu w Nagano był początkiem przyjaźni pomiędzy Norwegiem i Kenijczykiem. Niedługo po igrzyskach Boitowi urodził się syn, któremu dał na imię Daehlie.